# Kepler-1662
Kepler-1662, conosciuta anche come KOI-1783, è una stella nella costellazione del Cigno, distante 2900 anni luce dal sistema solare. Nel 2020 è stata confermata attorno alla stella l'esistenza di due esopianeti, in precedenza candidati. 

## Caratteristiche fisiche
Kepler-1662 è una stella simile al Sole, leggermente più calda e massiccia: la sua massa è infatti dell'8% maggiore di quella solare, mentre la sua temperatura superficiale è di poco superiore ai 5900 K. Anche l'abbondanza di elementi più pesanti dell'elio, nota come metallicità, è superiore del 30% circa.

## Sistema planetario
Già nel 2013, dai primi dati del telescopio spaziale Kepler, furono proposti due candidati esopianeti in orbita attorno a Kepler-1662: il primo pianeta fu proposto da Batalha et al., e poco tempo dopo ne venne individuato un altro tramite il programma Planet Hunters. Negli anni successivi osservazioni di follow-up hanno escluso che si trattassero di falsi positivi, e nel 2020 è arrivata la definitiva conferma della presenza dei due pianeti, con osservazioni condotte col telescopio Hale di Monte Palomar.
I due pianeti scoperti, Kepler-1662 b e Kepler-1662 c, orbitano rispettivamente a 0,52 e 0,85 UA dalla propria stella madre, in periodi rispettivamente di 134 e 284 giorni. Sono entrambi dei giganti gassosi; il pianeta più interno e massiccio, ha dimensioni leggermente inferiori a quelle di Saturno, mentre il secondo pianeta, con un raggio di 5,4 r⊕ è paragonabile a Nettuno.
Data la maggior luminosità di Kepler-1662 rispetto al Sole e la distanza alla quale si trovano i pianeti, è improbabile che un'eventuale esoluna di tipo roccioso attorno a uno dei due giganti gassosi abbia le condizioni adatte per sostenere acqua liquida in superficie, visto che ricevono rispettivamente 5,7 e 2,5 volte la radiazione che riceve la Terra dal Sole.

### Prospetto del sistema planetario[5]
| Pianeta | Massa            | Raggio  | Densità    | Periodo orb.    | Sem. maggiore | Incl. orbita | Scoperta |
| ------- | ---------------- | ------- | ---------- | --------------- | ------------- | ------------ | -------- |
| b       | 89+19 −16 M⊕     | 9,03 r⊕ | 0,67 g/cm³ | 134,4629 giorni | 0,5187 UA     | 89,134°      | 2017     |
| c       | 18,5+5,5 −4,4 M⊕ | 5,46 r⊕ | 0,63 g/cm³ | 284,6142 giorni | 0,8539 UA     | 89,95°       | 2017     |